# Кастелл-Умберто
Кастелл-Умберто (італ. Castell'Umberto, сиц. Castedd'Umbertu) — муніципалітет в Італії, у регіоні Сицилія, метрополійне місто Мессіна.
Кастелл-Умберто розташований на відстані близько 470 км на південний схід від Рима, 130 км на схід від Палермо, 70 км на захід від Мессіни.
Населення — 3161 особа (2014).

## Демографія
Населення за роками:

Станом на 1 січня 2023 року в муніципалітеті офіційно проживало 27 іноземців з 9 країн, серед них 17 громадян країн Євросоюзу.

## Сусідні муніципалітети
- Назо
- Сан-Сальваторе-ді-Фіталія
- Сінагра
- Торторичі
- Укрія